# Dustin Hopkins
Dustin Hopkins (Austin, 1º ottobre 1990) è un giocatore di football americano statunitense che milita nel ruolo di placekicker per i Cleveland Browns della National Football League (NFL). Fu scelto nel corso del sesto giro (177º assoluto) del Draft NFL 2013 dai Buffalo Bills. Al college ha giocato a football all’Università statale della Florida.

## Carriera

### Buffalo Bills
Hopkins fu scelto nel corso del sesto giro del Draft 2013 dai Buffalo Bills.

### New Orleans Saints
Il 17 dicembre 2014, Hopkins firmò con la squadra di allenamento dei New Orleans Saints.

### Washington Redskins/Football Team
Il 14 settembre 2015, Hopkins firmò coi Washington Redskins dopo che questi svincolarono il kicker titolare Kai Forbath. Con essi debuttò come professionista cinque giorni dopo nella gara vinta contro i St. Louis Rams, in cui segnò l'unico field goal tentato, dalla distanza di 46 yard.

### Los Angeles Chargers
Il 26 ottobre 2021 Hopkins firmò con i Los Angeles Chargers. Nel sesto turno della stagione 2022 fu premiato come miglior giocatore degli special team della AFC della settimana dopo avere segnato 4 field goal su 4, incluso quello della vittoria ai tempi supplementari da 39 yard contro i Denver Broncos.

### Cleveland Browns
IL 28 agosto 2023 Hopkins fu scambiato con i Cleveland Browns per una scelta del settimo giro del Draft 2025. Nel settimo turno, la vittoria 39-38 contro gli Indianapolis Colts, divenne il primo giocatore della storia a segnare un field goal da almeno 50 yard in cinque gare consecutive, nonché fissò il suo record personale in carriera segnando un field goal da 58 yard. Dopo quella partita fu premiato come miglior giocatore degli special team della AFC della settimana per il secondo turno consecutivo. Il 24 dicembre, nella vittoria 36-22 del sedicesimo turno contro gli Houston Texans, Hopkins si infortunò nel tentativo di portare un tackle su Dameon Pierce che ritornò un kick off per 98 yard, uscendo dal campo e non ritornando in gioco. Chiuse così anticipatamente la sua stagione con 15 presenze con 33 field goal segnati su 36 tentati, con il più lungo in carriera di 58 yard, più 24 extra point su 26, per 123 punti totali segnati.
Il 15 luglio 2024 Hopkins firmò un'estensione contrattuale di tre anni con i Browns per 15,9 milioni di dollari.

## Palmarès
- Giocatore degli special team della AFC della settimana: 3

6ª del 2022, 6ª e 7ª del 2023